# Simulium bonninense
Simulium bonninense är en tvåvingeart som först beskrevs av Tokuichi Shiraki 1935.  Simulium bonninense ingår i släktet Simulium och familjen knott. Inga underarter finns listade i Catalogue of Life.